# Černochov
Černochov (Hongaars: Csarnahó) is een Slowaakse gemeente in de regio Košice, en maakt deel uit van het district Trebišov.
Černochov telt 215 inwoners.